# Mā' al-ʿAinain al-Qalqamī
Mā' al-ʿAinain Muhammad al-Mustafā ibn Muhammad Fādil al-Qalqamī asch-Schinqītī (arabisch ماء العينين محمد المصطفى بن محمد فاضل القلقمي الشنقيطي, DMG Māʾ al-ʿAinain Muḥammad al-Muṣṭafā ibn Muḥammad Fādil al-Qalqamī aš-Šinqīṭī geb. 1830; gest. 1910) war ein islamischer Gelehrter und politischer Führer auf dem Gebiet von Mauretanien und der West-Sahara.

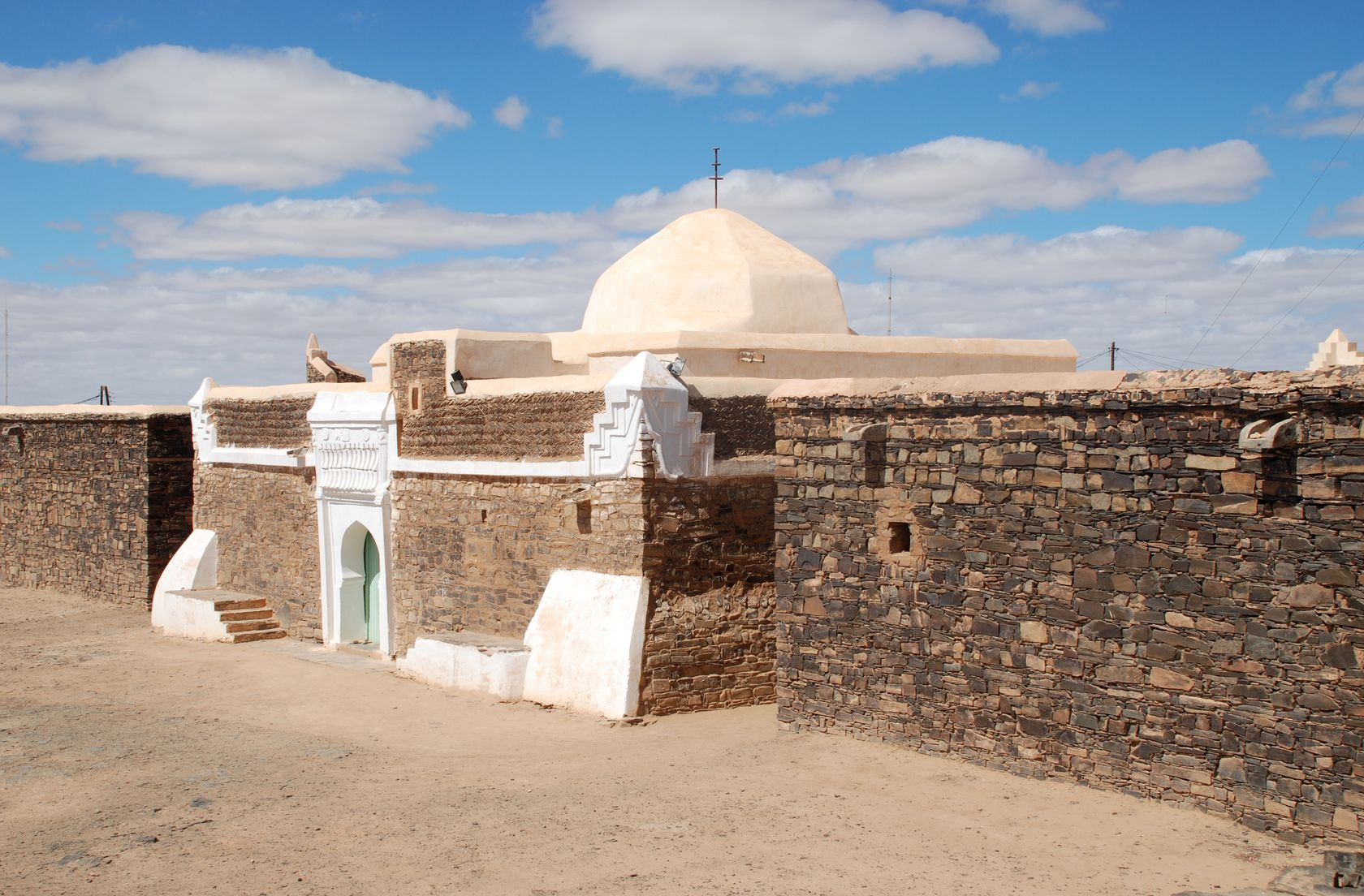
Mausoleum Māʾ al-ʿAinains in Smara, Westsahara

Muhammad war Sohn eines Führers der Sanhadscha-Berber und der Fādilīya-Bruderschaft im Gebiet des heutigen Mauretanien. Nach Studien der Theologie und der Mystik zog er sich nach dem Tod seines Vaters 1869 zu religiösen Studien und zur Askese zurück und begründete eine neue Bruderschaft. Dabei wurde er von den Lehren der Wahhabiten und der Sanussiya beeinflusst. Diese Bruderschaft verbreitete sich schnell in Mauretanien, dem Sudan, Senegal und Marokko. In Mauretanien errang sie auch bald weltliche Macht, da sie den Frieden zwischen den Stämmen und die Karawanenwege sicherte. Muhammad hatte auch gute Beziehungen zu dem Alawidensultanen Mulai al-Hassan I. (1873–1894) und Abd al-Aziz (1894–1908) in Marokko, so dass er für seine Bruderschaft Niederlassungen in Marrakesch und Fès gründen konnte.
Als die französische Unterwerfung der Saharastämme in Mauretanien begann, organisierte Muhammad den Widerstand, musste sich aber nach Tiznit in Südmarokko zurückziehen, wo er den „Heiligen Krieg“ gegen die Franzosen ausrief. Nach seinem Tod im Jahr 1910 setzte sein Sohn Ahmad al-Hilla den Kampf fort, musste sich aber 1934 ins Exil in die Kolonie Spanisch-Sahara zurückziehen, nachdem ein Großteil seiner Krieger gefallen war. Ahmad al-Hilla starb dort 1942.